# Ibn Chaldūn

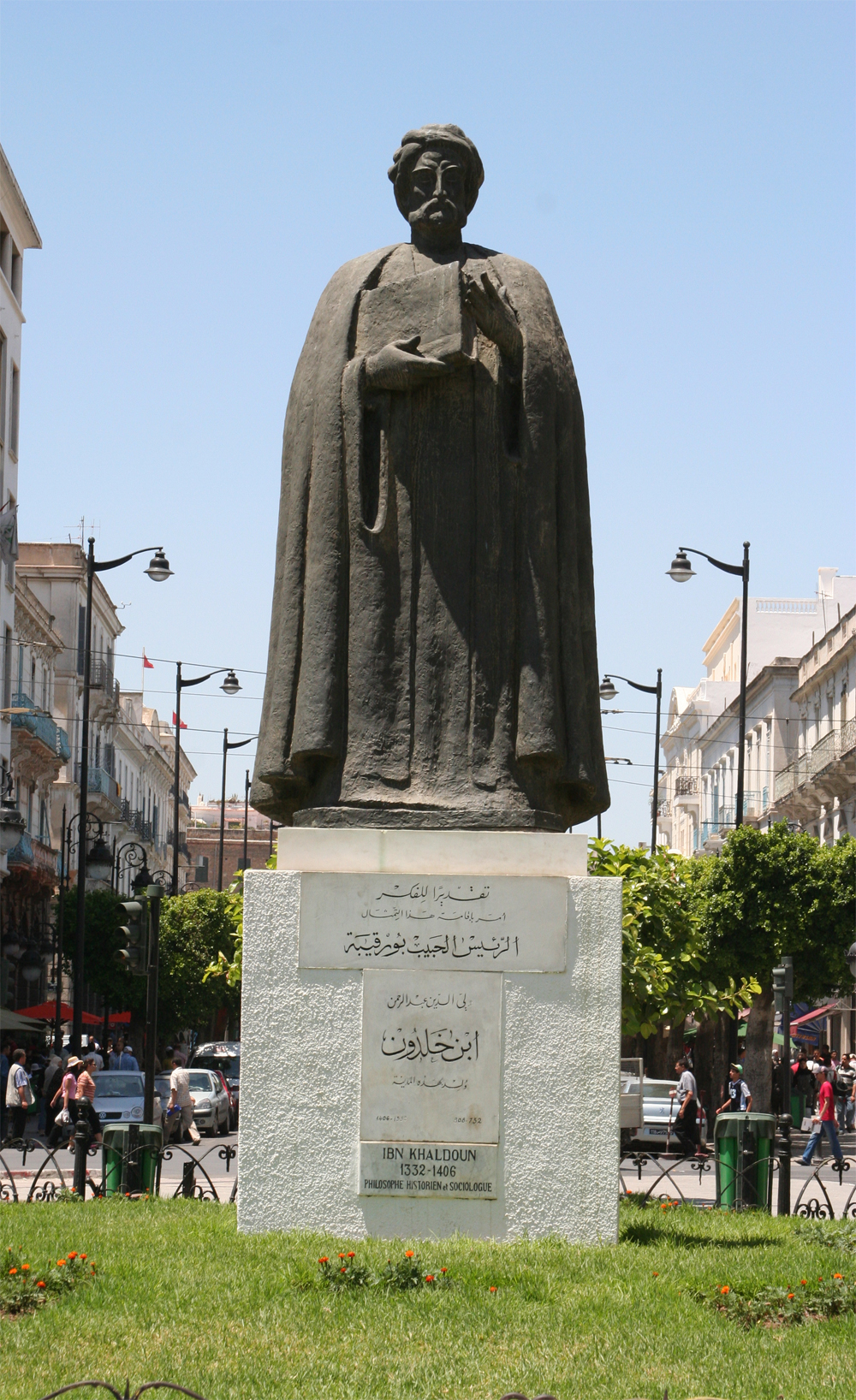
Statue Ibn Chalduns, Tunis

Walī ad-Dīn ʿAbd ar-Rahmān ibn Muhammad Ibn Chaldūn al-Hadramī (arabisch ولي الدين عبد الرحمن ابن محمد ابن خلدون الحضرمي, DMG Walī ad-Dīn ʿAbd ar-Raḥmān ibn Muḥammad Ibn Ḫaldūn al-Ḥaḍramī; geboren am 27. Mai 1332 in Tunis; gestorben am 17. März 1406 in Kairo), kurz Ibn Chaldūn, war ein nordafrikanischer Historiker und Politiker. Ibn Chaldūns Betrachtungsweise von gesellschaftlichen und sozialen Konflikten macht ihn zu einem der arabischen Vordenker einer soziologischen Denkweise. Politische Ordnung, so verallgemeinert Ibn Chaldūn ganz profan die Erfahrungen der innerislamischen Machtkämpfe, steht und fällt letztlich mit dem Zusammengehörigkeitsgefühl (ʿAsabīya), wie es in der Kultur des Stammeslebens entsteht.

## Herkunft
Ibn Chaldūn stammte aus einer adligen Familie, den banū chaldūn, die über mehrere Generationen in Carmona und Sevilla, Andalusien lebte. Den Namen Chaldūn hatten bereits die Vorfahren als Ableitung aus Chalid hinzugefügt. In seiner Autobiografie führt Ibn Chaldūn seine Abstammung bis in die Zeit des Propheten Mohammed auf einen arabisch-jemenitischen Stamm aus dem Hadramaut zurück, dessen Mitglieder zu Beginn der islamischen Eroberung nach Spanien kamen. Seine Familie, die in Andalusien zahlreiche hohe Ämter innehatte, emigrierte zu Beginn der Reconquista, etwa Mitte des 13. Jahrhunderts, nach Ceuta, Nordafrika. In der Hafsidendynastie – unter dem Emir Abu Zakariya Yahya I. (1228–1249) – besetzten einige Mitglieder der Familie politische Ämter, Ibn Chaldūns Vater und Großvater jedoch zogen sich aus dem politischen Leben zurück und schlossen sich einem mystischen Orden (Tarīqa; siehe auch Sufismus) an.

## Leben
Ibn Chaldūns Leben ist für seine Zeit außerordentlich gut dokumentiert, da er eine Autobiografie hinterlassen hat, in der er zahlreiche Dokumente, die sein Leben betreffen, wörtlich zitiert. Allerdings hält er sich mit Aussagen, die sein Privatleben betreffen, sehr zurück, so dass man nur wenig über seine familiären Verhältnisse erfährt. Dafür entschädigt er den Leser mit Kurzbiographien seiner Lehrer und über die Erwähnung derjenigen Schriften, die er bei ihnen in seiner Jugend studiert hatte. Auch über seine private Korrespondenz, die er wörtlich zitiert, gibt er Auskunft. Seine Autobiographie, von der auch Autographen in zwei Bearbeitungen vorliegen, hat er einige Monate vor seinem Tod abgeschlossen.
Der Maghreb wurde in der Epoche Ibn Chaldūns nach dem Fall der Almohaden (1147–1269) von drei Dynastien beherrscht, die sich in ständigen Kämpfen untereinander aufrieben. Im heutigen Marokko residierten die Meriniden (1196–1464). Westalgerien wurde von den Abdalwadiden (1236–1556) beherrscht und die Hafsiden (1228–1574) regierten Ostalgerien, Tunesien und Kyrenaika. Unter ständiger Bedrohung durch die Einfälle der angrenzenden Berberstämme rangen diese Dynastien um die Hegemonie über den Maghreb.

### Frühe Jahre in Tunis
Ibn Chaldūns Familie stammte ursprünglich aus dem Hadramaut im Jemen und war im Gefolge der islamischen Eroberungen nach Spanien gekommen. Der namensgebende Vorfahr Chaldūn zog nach Carmona; später zog die Familie nach Sevilla, wo sie im 10. Jahrhundert zu den tonangebenden Kreisen der Stadt gehörte. Im 13. Jahrhundert siedelte sie schließlich nach Tunis über, wo die Angehörigen Ländereien übereignet bekamen. Einige Männer der Familie waren während der Herrschaft der Hafsidendynastie in der Staatsverwaltung tätig.
Ibn Chaldūns Geburtsdatum war der 27. Mai 1332, Geburtsort war Tunis. Sein Großvater Muhammad und sein Vater waren in einer mystischen Gruppierung tätig. Der hohe Rang seiner Familie verhalf Ibn Chaldūn zu einem Studium bei den besten Lehrern Nordafrikas jener Zeit. Ibn Chaldūn erhielt eine klassische arabische Erziehung: Koran, arabische Sprachwissenschaft, die die Grundlage zum Verständnis des Korans und des islamischen Rechts bildete, Hadith und Jurisprudenz (fiqh). Der Mystiker, Mathematiker und Philosoph al-Ābilī führte ihn in die Mathematik, Logik und Philosophie ein, wobei er vor allem die Werke von Averroes, Avicenna, Rhazes und at-Tūsī studierte. Im Alter von 17 Jahren verlor Ibn Chaldūn beide Eltern durch den auf drei Kontinenten grassierenden „Schwarzen Tod“, die Pest, die auch in Tunis wütete. Auch starben ein Großteil seiner Freunde und Lehrer an der Pest. Als neuer Familienvorsteher fungierte nun sein älterer Bruder Muhammad.
Der Familientradition folgend strebte Ibn Chaldūn eine politische Karriere an. Angesichts der ständig wechselnden Machtverhältnisse und Herrscher im damaligen Maghreb bedeutete dies, einen Balanceakt zu vollführen, Bündnisse zu knüpfen und Loyalitäten rechtzeitig aufzukündigen, um nicht in den Untergang der teilweise sehr kurzlebigen Herrschaften hineingezogen zu werden. Nach seiner Ausbildung in Tunis wurde er Sekretär des hafsidischen Sultans Abu Ishaq Ibrahim II. al-Mustansir. Zum merinidischen Hof hatte er schon 1347, als Abu 'l-Hasan Tunis besetzt hatte, gute Beziehungen gepflegt. Im Alter von zwanzig Jahren wurde er mit dem Amt des kātib al-ʿalāma / كاتب العلامة in der Kanzlei von Ibn Tafrāgīn betraut.

### Am Merinidenhof in Fès
Im Jahre 1354 wurde Ibn Chaldūn von dem Meriniden-Herrscher Abū ʿInān Fāris an den Hof in Fès gerufen und in den wissenschaftlichen Zirkel des Sultans aufgenommen. In dieser Zeit lebte und wirkte Ibn Chaldūn in der unmittelbaren Nachbarschaft der Madrasa Bū ʿInānīya – heute in der Straße at-Tal’a l-kbira – die als eines der schönsten Beispiele marokkanischer Architektur gilt. Die Aufgabe des kātib al-ʿalāma bestand darin, in feiner Kalligrafie die typischen Einleitungsfloskeln auf offizielle Dokumente zu setzen. Der dortige Merinidenherrscher Abu Inan gab ihm später einen Posten als Schreiber der königlichen Proklamationen, was Chaldūn jedoch nicht daran hinderte, gegen seinen Arbeitgeber zu intrigieren. Das brachte den 25-Jährigen 1357 für 22 Monate ins Gefängnis. Er wurde erst nach dem Tode Abu Inans (1358) von dessen Sohn und Nachfolger freigelassen. Gegen diesen verschwor sich Ibn Chaldūn mit dessen im Exil lebenden Onkel, Abu Salim. Abu Salim verlieh Ibn Chaldūn, als er 1359 an die Macht kam, das Amt eines Staatssekretärs katibu s-sirr wa-t-tauqi' wal-inscha' / كاتب السر والتوقيع والانشاء / kātibu ʾs-sirri wa-ʾt-tauqīʿ wa-ʾl-inšāʾ. Ibn Chaldūn berichtet, dass er während seiner Zeit am Merinidenhof mit der Tochter eines Ministers verheiratet war und der Ehe mit ihr mehrere Nachfahren entsprangen.

### Am Nasridenhof in Granada
Nach dem Sturz Abu Salims durch Amar Ibn Abd Allah, einen Freund Ibn Chaldūns, wurden dessen Erwartungen jedoch enttäuscht – er bekam unter dem neuen Herrscher kein wichtiges Amt übertragen. Amar verhinderte zugleich erfolgreich, dass Ibn Chaldūn, dessen politische Fähigkeiten er nur allzu gut kannte, sich den Abdalwadiden in Tlemcen anschloss. Ibn Chaldūn entschloss sich in seinem politischen Tatendrang deshalb dazu, im Herbst 1362 nach Granada zu ziehen. Dort konnte er sich eines herzlichen Empfangs gewiss sein, da er Granadas Emir, dem Nasriden Muhammad V., in Fès geholfen hatte, dessen Herrschaft von diesem temporären Exil aus zurückzugewinnen. 1364 betraute ihn Muhammad mit einer diplomatischen Mission zum König von Kastilien, Pedro dem Grausamen, um einen Friedensvertrag abzuschließen. Ibn Chaldūn beendete den Auftrag erfolgreich. Das Angebot Pedros, ihm die spanischen Besitztümer seiner Familie zurückzuerstatten und an seinem Hof zu bleiben, lehnte er allerdings höflich ab.
In Granada geriet Ibn Chaldūn indes schnell in Konkurrenz zu Muhammads Wesir und Ibn Chaldūns engem Freund Ibn al-Chaṭīb, der das enge Verhältnis zwischen Ibn Chaldūn und Muhammad mit wachsendem Misstrauen verfolgte. Ibn Chaldūn versuchte, den jungen Muhammad gemäß seinem Ideal eines weisen Herrschers zu formen, ein Unterfangen, das nach Ibn al-Chaṭībs Ansicht unklug war und den Frieden des Landes gefährdete – und die Geschichte gab seiner Einschätzung recht. Ibn Chaldūn wurde auf Betreiben Ibn al-Chaṭībs schließlich nach Nordafrika zurückgeschickt. Ibn al-Chaṭīb hingegen wurde später von Muhammad V. wegen unorthodoxer philosophischer Ansichten angeklagt und hingerichtet.
In seiner Autobiografie erzählt Ibn Chaldūn wenig über den Konflikt mit Ibn al-Chaṭīb und die Gründe seiner Rückkehr nach Afrika. Der Orientalist Muhsin Mahdi interpretiert dies als indirektes Eingeständnis Ibn Chaldūns, Muhammad V. völlig falsch eingeschätzt zu haben.

### Hohe politische Ämter
Zurück in Ifrīqiya, akzeptierte Ibn Chaldūn freudig die Einladung des hafsidischen Sultans Abū ʿAbdallāh in Bougie, sein Premierminister zu werden. In diese Periode fällt auch Ibn Chaldūns abenteuerlicher Auftrag, unter den dortigen Berberstämmen Steuern einzutreiben. Nach dem Tode Abū ʿAbdallāhs 1366 wechselte er abermals die Fronten und schloss sich dem Herrscher von Constantine, Abū l-ʿAbbās, an. Von 1372 bis 1375 lebte er erneut bei den Meriniden in Fès.
Ibn Chaldūns politische Begabung, vor allem im Umgang mit den nomadischen Berberstämmen, war bei den maghrebinischen Herrschern mittlerweile höchst gefragt, wohingegen er selbst eher der Politik und ständiger Seitenwechsel müde wurde. Von Abū Hammū, dem Abdalwadidensultan von Tlemcen, ausgesandt auf eine Mission zu den Dawawida-Stämmen, suchte Ibn Chaldūn Zuflucht bei einem der Berberstämme, den Aulad ʿArīf. Über drei Jahre (1375–1379) lebte er unter ihrem Schutz im Fort Qalʿat Ibn Salāma in der Nähe von Oran. In dieser Zeit entstand die Muqaddima, die Einleitung zu seiner geplanten Weltgeschichte. Um das Werk zu vollenden, fehlte ihm auf dem Fort jedoch die nötige Literatur.
Daher kehrte Ibn Chaldūn 1378 nach Tunis zurück und arbeitete dort weiter an seinem Geschichtswerk, dem Kitāb al-ʿibar. Abū l-ʿAbbās, der mittlerweile Tunis erobert hatte, nahm Ibn Chaldūn erneut in seine Dienste, doch ihr Verhältnis blieb belastet. Abū l-ʿAbbās zweifelte an der Loyalität Ibn Chaldūns, der ihn zwar mit einem Exemplar der fertig gestellten Weltgeschichte bedacht, aber die damals übliche Panegyrik auf den Herrscher einfach weggelassen hatte. Unter dem Vorwand, die Pilgerfahrt nach Mekka antreten zu wollen – ein Ansinnen, das kein islamischer Herrscher einfach abschlagen konnte –, erhielt Ibn Chaldūn 1382 die Erlaubnis, Tunis zu verlassen und nach Alexandria zu segeln.

### Letzte Jahre in Kairo
In Ägypten, wo Ibn Chaldūn den Rest seines Lebens verbrachte, konnte er sich aus der Politik nicht ganz heraushalten. 1384 ernannte Sultan Barqūq ihn zum Professor der Qamhiyya-Madrasa und zum obersten mālikitischen Qadi. Die vier muslimischen Rechtsschulen, die Hanafiten, Mālikiten, Schāfiʿiten und Hanbaliten, hatten traditionellerweise jede ihren eigenen obersten Richter. Ibn Chaldūn gehörte der hauptsächlich in Westafrika verbreiteten mālikitischen Rechtsschule an. In seiner reformerischen Amtsführung traf er jedoch auf Widerstand und musste sein Richteramt schon im ersten Jahr wieder aufgeben.
Zu seinem mehr oder weniger freiwilligen Rücktritt mochte auch der schwere Schicksalsschlag beigetragen haben, der Ibn Chaldūn 1384 getroffen hatte. Ein Schiff, das seine Familie nach Kairo bringen sollte, erlitt vor der Küste Alexandrias Schiffbruch; Ibn Chaldūn verlor dabei seine Frau und seine Kinder, mit Ausnahme zweier Söhne. Da seine Stellung am Hofe des Sultans erschüttert war, zog er sich auf sein Landgut bei der Oase al-Fayyūm zurück. Im Jahre 1387 entschloss er sich, die Pilgerfahrt nach Mekka anzutreten, wo er auch einige Zeit in Bibliotheken verbrachte.
Nach seiner Rückkehr im Mai 1388 konzentrierte sich Ibn Chaldūn stärker auf seine Lehrtätigkeit an diversen Kairoer Madrasas. Am Hof fiel er vorübergehend in Ungnade, da er während einer Revolte gegen Barqūq – unter Druck – zusammen mit anderen Kairoer Juristen ein Rechtsgutachten (Fatwa) gegen Barqūq herausgegeben hatte. Später normalisierte sich sein Verhältnis zu Barqūq wieder und er erhielt eine erneute Berufung zum mālikitischen Qadi. Insgesamt sechsmal wurde er in dieses hohe Amt berufen, das er aus sehr verschiedenen Gründen nie lange behielt.
Unter Barqūqs Nachfolger, dessen Sohn Faradsch, nahm Ibn Chaldūn an einem Feldzug gegen den mongolischen Eroberer Timur Lenk teil, der auf Damaskus zumarschierte. Der beinahe siebzig Jahre alte Chaldūn wollte Ägypten eigentlich nicht verlassen, nahm aber schließlich doch an der militärischen Unternehmung teil. Durch Gerüchte über eine Revolte gegen ihn dazu veranlasst, verließ der noch junge Faradsch seine Armee im heutigen Syrien und eilte zusammen mit einem Gefolge von Ratgebern und Offizieren zurück nach Kairo. Ibn Chaldūn blieb mit anderen im belagerten Damaskus zurück.
Dort kam es im Dezember 1400 und Anfang 1401 zu historischen Treffen zwischen ihm und Timur Lenk, von denen er in seiner Autobiografie ausführlich berichtet. Er war Mitglied der Gesandtschaft der Bürger von Damaskus, die Timur Lenk um Gnade für ihre Stadt bitten sollte. Die Treffen erstreckten sich über zwei Wochen und die Gespräche zwischen dem Eroberer und dem Intellektuellen behandelten eine Vielzahl von Themen. Timur Lenk erkundigte sich bei Ibn Chaldūn besonders eingehend nach den Verhältnissen in den Ländern des Maghreb, worüber Ibn Chaldūn ihm einen langen Bericht schrieb, der in einen türkischen Dialekt übersetzt wurde und der heute als verloren gilt.
Ibn Chaldūn kehrte dann Mitte März 1401 nach Kairo zurück. Die folgenden fünf Jahre verbrachte er in Kairo mit der Vollendung seiner Autobiografie und seiner Universalgeschichte und mit seiner Betätigung als Lehrer und Richter. Er starb am 17. März 1406, einen Monat nach seiner sechsten Ernennung zum mālikitischen Qadi.

## Werke
Anders als die meisten arabischen Wissenschaftler hat Ibn Chaldūn wenig andere Werke neben seiner Universalgeschichte, dem Kitāb al-ʿibar, verfasst. Auffallend ist, dass sich in seiner Autobiografie überhaupt keine Erwähnung dieser Schriften findet, was einige Wissenschaftler als Indiz dafür werten, dass Ibn Chaldun sich selbst vor allem als Historiker sah und ausschließlich als Autor des Kitāb al-ʿibar bekannt sein wollte. Aus anderen Quellen wissen wir jedoch auch um einige weitere Werke, deren Entstehungszeit vorwiegend in Ibn Chaldūns Lebensperiode fällt, die er im Maghreb und Spanien verbrachte.

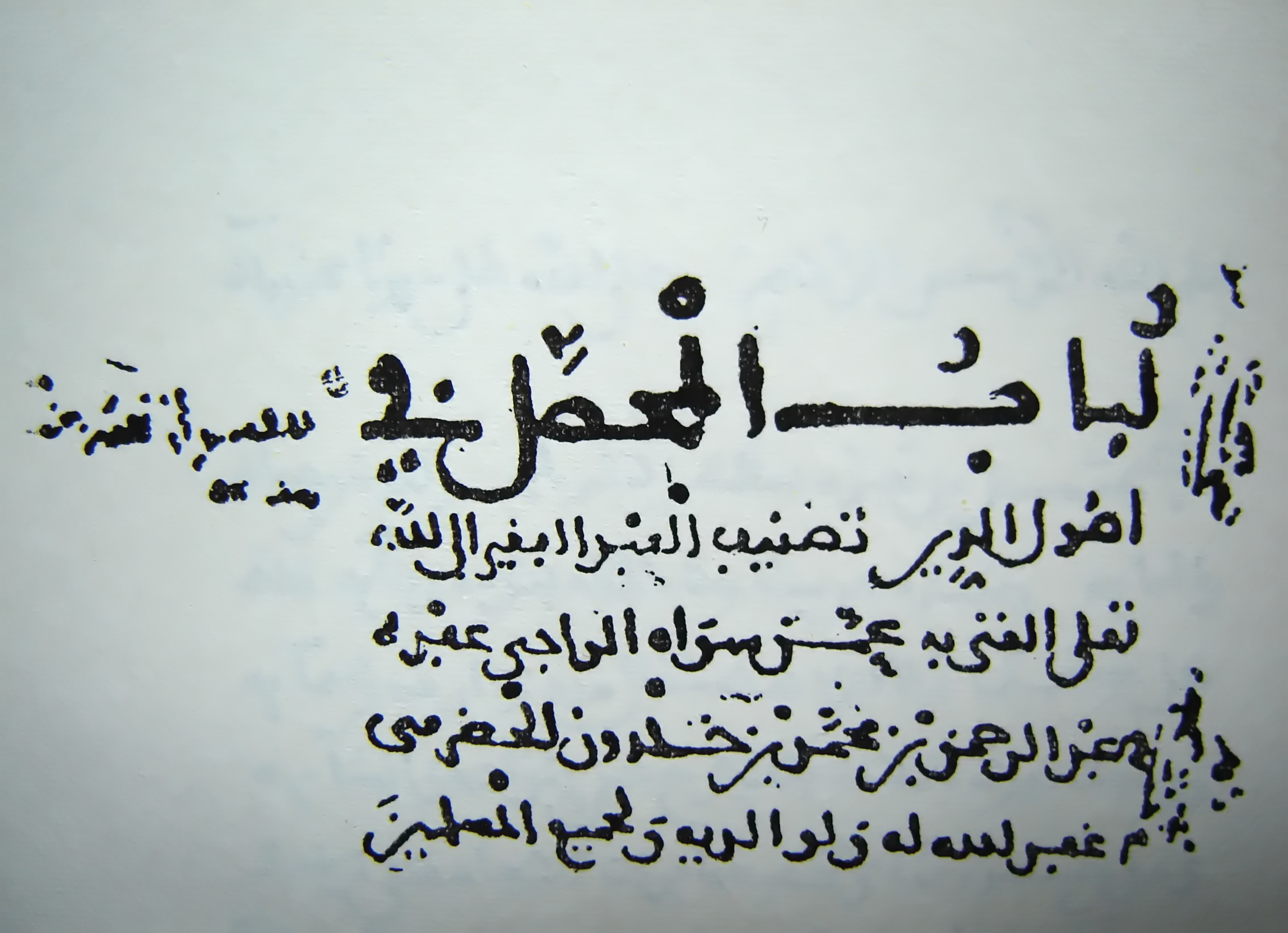
Titelblatt des Autographs: Lubab al-muhassal

### Lubāb al-muḥaṣṣal
Sein erstes Buch Lubāb al-muḥaṣṣal fī uṣūli d-dīn („Die Quintessenz der 'Zusammenfassung' der Theologie“) ist ein zusammenfassender Kommentar zur Theologie von Faḫr ad-Dīn ar-Rāzī, das er mit 19 Jahren unter der Aufsicht seines Lehrers al-Ābilī in Tunis verfasste. Das Autograph, datiert auf das Jahr 1351, wird in der Bibliothek des Escorial aufbewahrt. Ein Werk über den Sufismus (islamische Mystik), schifa' as-sa’il / شفاء السائل / šifāʾu ʾs-sāʾil / ‚Die Heilung des Suchenden‘, entstand ungefähr 1373 in Fès. Während seiner Aufenthalte in Fės und Granada zwischen 1351 und 1364 kommentierte er nicht näher bekannte Abhandlungen über Logik am Hof von Abū Sālim, dem Sultan von Marokko (ʿAllaqa li-s-sulṭān) – wie darüber der andalusische Historiker Ibn al-Chaṭīb († 1374) zu berichten weiß. Vom Werk ist nichts bekannt; selbst Ibn Chaldūn erwähnt es in seinem al-Ta’rif nicht. Die Kommentare waren möglicherweise lediglich Bemerkungen beim Studium der Logik im Kreise des Sultans.

### Kitāb al-ʿIbar
Das Kitāb al-ʿIbar wa-dīwānu l-mubtadaʾ wa-l-ḫabar fī aiyāmi l-ʿArab wa-l-ʿAǧam wa-ʾl-Barbar wa-man ʿāṣara-hum min ḏawī s-sulṭāni l-akbar („Buch der Hinweise, Aufzeichnung der Anfänge und Ereignisse aus den Tagen der Araber, Perser und Berber und denen ihrer Zeitgenossen, die große Macht besaßen“) ist Ibn Chaldūns Hauptwerk und war ursprünglich als Geschichte der Berber konzipiert. Der Verfasser erweiterte jedoch später das ursprüngliche Konzept, so dass dieses Lebenswerk in der Endfassung eine – auch mit einer eigenen Methodologie und Anthropologie ausgestattete – so genannte „Universalgeschichte“ darstellt. Es ist in sieben Bücher aufgeteilt, deren erstes, die Muqaddima, als eigenständiges Werk gilt. Die Bücher zwei bis fünf umfassen die Geschichte der Menschheit bis zur Epoche Ibn Chaldūns. In den Bänden sechs und sieben schließlich finden wir die Geschichte der Berbervölker und des Maghreb, die für den Historiker den eigentlichen Wert des Kitab al-ibar ausmachen, da Ibn Chaldūn hier seine persönlichen Kenntnisse der Berberstämme im Maghreb verarbeitet hat.

### Muqaddima
Die Muqaddima المقدّمة / al-muqaddima / ‚die Einleitung‘, die im Kairoer Druck von 1967 insgesamt 1475 Seiten umfasst, ist das bahnbrechende Werk Ibn Chaldūns und wird weithin als wichtiger eingeschätzt als die Universalgeschichte selbst. An der Muqaddima arbeitete Ibn Chaldūn ein Leben lang; in der Nationalbibliothek von Tunis liegen Handschriften des Werkes mit eigenhändigen Eintragungen und Korrekturen des Verfassers, die in den bisherigen Druckausgaben bisher unberücksichtigt geblieben sind. Einige Passagen seines Werkes erinnern an die spätere Evolutionstheorie, allerdings in einem vorwissenschaftlichen Sinn und vor dem Hintergrund der Stufenleiter der Natur:

„Sodann sieh Dir die Schöpfung an. Wie es beginnt bei den Mineralien und wie es übergeht zu den Pflanzen und dann in schönster Weise und stufenweise zu den Tieren. Das Ende der Stufe der Mineralien ist verbunden mit dem Anfang der Stufe der Pflanzen. So sind die Dinge am Ende der Mineralienstufe verbunden mit Kraut und samenlosen Pflanzen, die sich auf der ersten Stufe der Pflanzenwelt befinden. Dattelpalme und Weinrebe, welche das Ende der Pflanzenwelt markieren, sind verbunden mit Schnecken und Schaltieren auf der ersten Stufe der Tierwelt, die nur den Tastsinn haben. In dieser Welt der Schöpfungen und Entstehungen bedeutet dieses ‚Verbunden-Sein‘, dass die Dinge auf der letzten Stufe einer Gruppe das Potenzial haben, sich in die Dinge auf der ersten Stufe der nächsten Gruppe hin zu entwickeln. So breitete sich die Tierwelt aus, die Zahl der Tierarten nahm zu, und der stufenweise Prozess der Schöpfung führte schließlich zum Menschen, der zu denken und zu reflektieren vermag. Diese höhere Stufe des Menschen wurde erreicht aus der Welt der Affen, die zwar Klugheit und Wahrnehmung haben, aber noch nicht das Vermögen des aktuellen Denkens und Reflektierens erreicht haben. An diesem Punkt ist die erste Stufe des Menschen erreicht.“

Mit diesem Werk schuf Ibn Chaldūn in der islamischen Kultur erstmals eine Wissenschaft, die eine genaue, auf Tatsachen basierende Analyse der islamischen Geschichte zum Gegenstand hatte. Ibn Chaldun hat mit einer eigenen Methodologie die Ursachen zu ergründen versucht, die zum Aufstieg und Untergang der arabischen Dynastien geführt haben. Während die arabisch-islamischen Geschichtsschreiber bis dahin stets bemüht gewesen waren, die historischen Ereignisse, insbesondere die Geschichte der Dynastien, in annalistischer Form und anhand früherer, mündlich und später schriftlich überlieferter Berichte darzustellen, stellt Ibn Chaldūn in seinem Werk immer wieder die Frage nach den Ursachen historischer Entwicklungen, welche er gesellschaftlichen, kulturellen, klimatischen und anderen Faktoren zuordnet. In seinem Vorwort zur Muqaddima, das er im Übrigen in der Tradition des Adab auf dem höchsten Niveau der arabischen Reimprosa abfasste, stellt Ibn Chaldūn die Historiographie als einen der wichtigsten Wissenschaftszweige dar, der sich mit der Entstehung und Entwicklung der Zivilisation befasst. Zugleich distanziert er sich von der herkömmlichen Geschichtsschreibung und ersetzt sie durch die von ihm eingeführte Geschichtsbetrachtung. In diesen in den islamischen Wissenschaften einmaligen Betrachtungen und Analysen erklärt er die Legitimität von Staatsmacht und ihre Wurzeln mittels des von ihm umgedeuteten altarabischen Begriffs der ʿAsabīya / عصبيّة / ʿaṣabiyya. Die Übersetzung dieses Begriffs stellt sich als schwierig dar – die Bedeutungen reichen von „Stammeszugehörigkeitsgefühl“, „Blutsbande“ und „Sippensolidarität“ bis zu „Gruppengefühl“ und Formen von Solidarität, die sich nicht allein auf Blutsverwandtschaft begründen (zum Beispiel Klientelverhältnisse). Die asabiyya ist bei Ibn Chaldūn eine wesentliche Voraussetzung für die Gründung und für den Erhalt der weltlichen Macht (mulk) in jeder Epoche der Geschichte. Die weltliche Macht und ihr Erhalt ist die Grundlage jeder geordneten Zivilisation.
Seine Lehre von der Zivilisation und der Kultur ilm al-umran / علم العمران / ʿilmu ʾl-ʿumrān umfasst ausführliche Diskussionen des Verhältnisses von ländlich-beduinischem und städtisch-sesshaftem Leben, das einen für ihn zentralen sozialen Konflikt abbildet. In diesem Zusammenhang und mit Hilfe des Konzepts der asabiyya erklärt er sowohl in der islamischen als auch in der nicht-islamischen Geschichte den Aufstieg und Fall von Zivilisationen, wobei auch die Religion und der Glaube die Wirkung der asabiyya ergänzen und flankieren kann, wie zum Beispiel während der Herrschaft der Kalifen. Die Beduinen als Bewohner der ländlichen Regionen haben eine starke asabiyya und sind fester im Glauben, während die Bewohner der Städte im Verlauf mehrerer Generationen immer dekadenter und korrupter werden, ihre asabiyya also an Kraft verliert. Nach einer Spanne von mehreren Generationen ist die auf der asabiyya gründende Macht der städtischen Dynastie derart geschrumpft, dass sie Opfer eines aggressiven Stammes vom Land mit stärkerer asabiyya wird, der nach Eroberung und teilweiser Zerstörung der Städte eine neue Dynastie errichtet.

### Autobiographie
At-taʿrīf bi-bni Ḫaldūn wa-riḥlati-hi ġarban wa-šarqan („Die Vorstellung des Ibn Chaldūn und seiner Reise im Westen und im Osten“), hrsg. von Muḥammad ibn Tāwīt at-Tandschī, Kairo 1951.

## Rezeption
Ibn Chaldūn wurde zu seinen eigenen Lebzeiten und in den folgenden Jahrhunderten wenig rezipiert. Ibn al-Azraq zitierte im 15. Jahrhundert die Muqaddima in seinem eigenen Werk. Leo Africanus erwähnte ihn in seinem 1550 erschienenen Werk. Bedeutung erlangte Ibn Chaldūn durch Gelehrte innerhalb der osmanischen Eliten. So beeinflusste sein Werk wohl Katib Çelebi und dessen Schüler Na’īmā sowie den Hofastrologen Ahmed ibn Lutfullah. 1749 wurden die Muqaddima erstmals ins Türkische übersetzt durch den Scheich-al-Islam Piri-zade Mehmed Effendi. Weitere Rezeption erfuhr Ibn Khaldun unter Muhammad Ali Pascha, welcher seine Werke las.
Die wissenschaftliche Auseinandersetzung mit Ibn Chaldūn im Westen begann mit Antoine-Isaac Silvestre de Sacy, dessen Schüler Étienne Marc Quatremère und William MacGuckin de Slane die Muqaddima ins Französische übersetzten. Eine wichtige Rolle bei der Entdeckung Ibn Chaldūns im Westen spielte auch der Orientalist Joseph von Hammer-Purgstall.

### Einfluss auf literarische Werke
Irwin postuliert einen Einfluss der Ideen der Muqaddima auf Frank Herberts Dune-Romane. So ist ein Buch der im Roman vorkommenden Fremen als Kitab al-Ibar bezeichnet. Herbert selbst hatte die Muqaddima gelesen. Bensalem Himmich lässt den alternden Ibn Chaldūn in seinem Werk Al-'Allama (englisch The Polymath) direkt auftreten.

### Öffentliche Rezeption in Tunesien
Ibn Chaldūn ist in der tunesischen Erinnerungskultur präsent. So ist er auf dem tunesischen 10-Dinar-Schein abgebildet. Eine ihn darstellende Statue wurde 1978 unter Habib Bourguiba errichtet. Ebenfalls existieren ein nach ihm benanntes Hotel sowie weiterhin viele öffentliche Einrichtungen. Gemäß Fromherz steht Ibn Chaldūn für eine als originär tunesisch empfundene Modernität.

## Schriften
- ʿAbd-ar-Raḥmān Ibn-Ḫaldūn: Kitāb al-ʿIbar wa-dīwān al-mubtadaʾ wa-'l-ḫabar fī aiyām al-ʿarab wa-'l-ʿaǧam wa-'l-barbar wa-man ʿāṣarahum min ḏawi 's-sulṭān al-akbar. Einschl. der Muqaddima und der Autobiografie (at-Taʿrīf) auf Basis der vom Autor selbst bearbeiteten Handschriften unter Leitung von Ibrāhīm Šabbūḥ in 14 Bänden hrsg. Dār al-Qairawān, Tūnis 2006–2013, ISBN 978-9973-10-232-4 bis ISBN 978-9973-896-15-5.
- Ibn Khaldun: Die Muqaddima: Betrachtungen zur Weltgeschichte. Übertragen und mit einer Einführung von Alma Giese unter Mitwirkung von Wolfhart Heinrichs. Beck, München 2011, ISBN 978-3-406-62237-3.
- Ibn Khaldūn: Buch der Beispiele. Die Einführung. Übersetzt und eingeleitet von Mathias Pätzold. Reclam, Leipzig 1992, ISBN 3-379-01440-0.
- Ibn Chaldun: Ausgewählte Abschnitte aus der Muqaddima. Hrsg. und übersetzt von Annemarie Schimmel. Mohr, Tübingen 1951, DNB 452187591.
- Ibn Khaldûn: Le Livre des Exemples. Tome I. Autobiographie Muquaddima. Hrsg., übers. und mit Anmerkungen versehen von Abdesselam Cheddadi. Gallimard, Paris 2002, ISBN 2-07-011425-2 (neueste franz. Übersetzung).
- Ibn Khaldûn: The Muqaddimah. An Introduction to History. Hrsg., übers. und mit Anmerkungen versehen von Franz Rosenthal. 3 Bde. Bollingen, New York 1958, 1986, ISBN 0-7100-0195-9 (klassische Übersetzung). Im Internet (kpl.): THE MUQADDIMAH, translated by Franz Rosenthal (engl.)
- Ibn Khaldūn: al-Ta’rîf bi-ibn Khaldûn wa-rihlatihi gharban wa-sharqan. Hrsg. von Muhammad ibn Tâwît al-Tanjî. al-Qahirah, Kairo 1951 (Autobiografie).
- Ibn Khaldūn: Le Voyage d’Occident et d’Orient. Hrsg. und übersetzt von Abdesselam Cheddadi. Sindbad, Paris 1980, 1995, ISBN 2-7274-3497-9 (franz. Übersetzung der Autobiografie).